# Rezophonic (album)
Rezophonic è il primo album del progetto omonimo ideato da Mario Riso volto a raccogliere fondi per l'AMREF. Uscito nel 2006, ha visto la partecipazione di moltissimi artisti italiani, tra cui membri di Negramaro, Bluvertigo, Le Vibrazioni, Prozac+, Velvet, Lacuna Coil e poi Roy Paci, Tullio de Piscopo e Pino Scotto.

## Tracce
1. Can You Hear Me? - 3:16 (Mario Riso-Riva)
2. Riso's Beat - 2:58 (Riso-Sangermano-Audisio)
3. L'uomo di plastica [intro] - 2:05 (Riso-Zanotti)
4. L'uomo di plastica - 3:58 (Riso-Zanotti-Giuliano Sangiorgi)
5. I miei pensieri - 4:17 (Riso)
6. I'm Junk - 2:30 FFD feat. Mario Riso (Cattabiani)
7. Alien - 3:36 (Riso)
8. Qualcuno da stringere 3:54 (Riso-Paolo Bruni)
9. Non ho più niente da dire - 3:45 Malfunk feat. Mario Riso (Cocci-Forconi-Nativi-Amendolia-Zanotti)
10. Spasimo - 4:45 (Riso-Zanotti)
11. Black In Blue - 4:25 (Riso-Riva-Pastori)
12. Spaces and Sleeping Stone - 4:39 Fire Trails feat. Mario Riso (Scotto-Di Carlo-La Tragna-Spinogatti)
13. Puro incanto -  4:49 - Movida (Riso-Frigo-Ranzani-Battaglion)
14. Can You Hear Me? RMX - 5:19 (Riso-Riva)
15. Il riso di tullio - 2:45 (Tullio De Piscopo)

- Can You Hear Me? (traccia video)

## Artisti

### Voce
- Pierluigi Ferrantini (Velvet)
- Giuliano Sangiorgi (Negramaro)
- Francesco Sarcina (Le Vibrazioni)
- Paolo Bruni (Negrita)
- Sasha Torrisi (Timoria)
- Olly (Shandon - The Fire)
- Max Zanotti (Deasonika)
- L'Aura
- Cristina Scabbia (Lacuna Coil)
- Eva Poles (Prozac+)
- Pino Scotto (Fire Trails)
- Emo & Nitto (Linea 77)
- Marco Cocci (Malfunk)
- Alessandro Ranzani (Movida)
- Diego Mancino
- Mono (FFD)
- Madaski
- DJ Ringo
- Andrea Rock (Rosko's)
- GL Perotti (Extrema)
- Mana (Idols Are Death)
- Lella (Settevite)
- Micky (No Relax)
- David Moretti (Karma)
- Ivan "Navi" Ciullo (Garnet)

### Chitarra
- Stefano Verderi (Le Vibrazioni)
- Livio Magnini (Bluvertigo)
- Fabio Mittino
- Nikki (Radio Deejay)
- Marco Trentacoste (Deasonika)
- Tommy Massara (Extrema)
- Cesare Petricich (Negrita)
- Omar Pedrini (Timoria)
- Marco Emanuele "Maus" (Lacuna Coil)
- Pier Gonella (Labyrinth)
- Stefano Brandoni (Francesco Renga, Gianluca Grignani, Nada)
- Max Brigante
- Michele Albè (Piks)
- Fausto Cogliati (Articolo 31)
- Simone Fiorletta
- Stef Burns (Vasco Rossi)
- Joxemi (No Relax)
- Gianluca Battaglion

### Basso
- William Nicastro (Museo Kabikoff)
- Jan Galliani (Settevite)
- Patrick Djivas (PFM, Gatto Panceri, Rossana Casale, Ron, Gianna Nannini, Paolo Conte, TG5)
- Marco Castellani (Le Vibrazioni)
- Saturnino Celani (Jovanotti, Franco Battiato, 883, Max Pezzali)
- Roberta Sammarelli (Verdena)
- Silvio Franco (impegnato nel progetto anche come pianista)

### Batteria
- Mario Riso - Batteria
- Danilo Tasco - Batteria (Negramaro)
- Tullio De Piscopo - Batteria/Percussioni (Pino Daniele, Mina, Fabrizio De André, Lucia Mannucci e Antonio Virgilio Savona, Donatella Rettore, Franco Battiato, Enzo Jannacci, Ornella Vanoni, Giorgio Gaber, Dario Baldan Bembo, Alberto Radius, Toto Cutugno, Astor Piazzolla)

### Altri strumenti
- Giancarlo Cornetta (Velvet)
- Morgan - pianoforte (Bluvertigo)
- Andrea "Trix" Tripodi - Tastiera (Eggs)
- Vanni Casagrande - Synth
- Davide Tomat - Tastiera
- Roberto Broggi - violino (Guilty Method)
- Roy Paci - tromba
- Andy - sax (Bluvertigo)

### Deejay impegnati nel campo sonoro
- DJ Jad
- DJ Aladyn